# Upravna delitev Ljudske republike Kitajske
Zaradi velikega števila prebivalstva in geografskega območja Kitajske je bila upravna delitev Kitajske že od antičnih časov sestavljene iz več ravni. Kitajska ustava določa tri de jure ravni uprave. Trenutno obstaja pet praktičnih (de facto) ravni lokalne uprave: provinčna (provinca, avtonomna pokrajina, občina in posebna administrativna območja), prefekturna, okrajna, mestno-okrožna in vaška raven.
Od 17. stoletja so meje provinc na Kitajskem ostale večinoma enake. Od takrat so se večje spremembe reorganizacije provinc zgodile na severovzhodu po ustanovitvi Ljudske republike Kitajske in oblikovanju avtonomnih pokrajin na podlagi sovjetske etnične politike. Province imajo na Kitajskem pomembno kulturno vlogo, saj se ljudje po navadi poistovetijo s svojo rodno provinco.

## Ravni
Kitajska ustava določa štiri ravni: provinčno (provinca, avtonomna pokrajina, občina in posebno administrativno območje), prefekturno (prefekturno mesto [uradno "mesto z enotami na okrožni ravni" (设 区 的市) in "mesto brez enot na ravni okrožja" (不 设 区 的 市)], avtonomna prefektura, prefektura [dodatna enota] in liga [alternativno ime „prefektura“, ki se uporablja v Notranji Mongoliji]), okrajno (okrožje, okraj, okrajno mesto [uradno „mesto brez enot na ravni okrožja“], avtonomni okraj, prapor (nadomestno ime za »okraj«, ki se uporablja v Notranji Mongoliji), avtonomni prapor [alternativno ime za »avtonomni okraj« ki se uporablja v Notranji Mongoliji], posebno okrožje [dodatna enota], gozdarsko območje [dodatna enota]) in mestno-okrožno. Peta raven, ki je splošno znana kot "vaška raven", dejansko ni upravna raven. Kitajska ustava peto raven opredeljuje kot "avtonomijo osnovne ravni". Od leta 2017 Kitajska upravlja z 33 enotami na provinčni ravni, 334 enotami na prefekturni ravni, 2862 enotami na okrajni ravni, 41.034 mestno-okrožnimi upravami in 704.382 avtonomijami na osnovni ravni.

Vsaka od stopenj (razen "posebnih administrativnih območij") ustreza ravni v javni upravi Ljudske republike Kitajske.

### Razpredelnica
| Strukturna hierarhija upravnih enot in avtonomije na osnovni ravni Ljudske republike Kitajske | Strukturna hierarhija upravnih enot in avtonomije na osnovni ravni Ljudske republike Kitajske | Strukturna hierarhija upravnih enot in avtonomije na osnovni ravni Ljudske republike Kitajske         | Strukturna hierarhija upravnih enot in avtonomije na osnovni ravni Ljudske republike Kitajske                                                    | Strukturna hierarhija upravnih enot in avtonomije na osnovni ravni Ljudske republike Kitajske       |
| Provinčna raven (1.) 省级行政区                                                               | Prefekturna raven (2.) 地级行政区                                                             | Okrajna raven (3.) 县级行政区                                                                         | Mestno-okrožna raven (4.) 乡级行政区 | Avtonomija na osnovni ravni (5.) 基层群众自治组织                                                   |
| --------------------------------------------------------------------------------------------- | --------------------------------------------------------------------------------------------- | --- | --- | --------------------------------------------------------------------------------------------------- |
| Avtonomna pokrajina自治区                                                                     | Podprovinčna avtonomna prefektura 副省级自治州                                                | Okrožje 市辖区 Okrajno mesto 县级市 Okraj 县 Avtonomni okraj 自治县 Prapor 旗 Avtonomni prapor 自治旗 | Podokrožje 街道 / 街 Naselje 镇 Mestno okrožje 乡 Etnična mestna okrožja 民族乡 Okrajno-nadzorovana okrožja 县辖区 Sum 苏木 Etnični sum 民族苏木 | Skupnost 社区 / 社 (Stanovanjski odbori 居民委员会) Vas 村 / Gača 嘎查 (Odbori vaščanov 村民委员会) |
| Avtonomna pokrajina自治区                                                                     | Prefekturno mesto 地级市                                                                      | Okrožje 市辖区 Okrajno mesto 县级市 Okraj 县 Avtonomni okraj 自治县 Prapor 旗 Avtonomni prapor 自治旗 | Podokrožje 街道 / 街 Naselje 镇 Mestno okrožje 乡 Etnična mestna okrožja 民族乡 Okrajno-nadzorovana okrožja 县辖区 Sum 苏木 Etnični sum 民族苏木 | Skupnost 社区 / 社 (Stanovanjski odbori 居民委员会) Vas 村 / Gača 嘎查 (Odbori vaščanov 村民委员会) |
| Avtonomna pokrajina自治区                                                                     | Avtonomna prefektura 自治州 Prefektura 地区 Lige 盟                                           | Okrožje 市辖区 Okrajno mesto 县级市 Okraj 县 Avtonomni okraj 自治县 Prapor 旗 Avtonomni prapor 自治旗 | Podokrožje 街道 / 街 Naselje 镇 Mestno okrožje 乡 Etnična mestna okrožja 民族乡 Okrajno-nadzorovana okrožja 县辖区 Sum 苏木 Etnični sum 民族苏木 | Skupnost 社区 / 社 (Stanovanjski odbori 居民委员会) Vas 村 / Gača 嘎查 (Odbori vaščanov 村民委员会) |
|                                                                                               |                                                                                               | | Podokrožje 街道 / 街 Naselje 镇 Mestno okrožje 乡 Etnična mestna okrožja 民族乡 Okrajno-nadzorovana okrožja 县辖区 Sum 苏木 Etnični sum 民族苏木 | Skupnost 社区 / 社 (Stanovanjski odbori 居民委员会) Vas 村 / Gača 嘎查 (Odbori vaščanov 村民委员会) |
| Provinca省                                                                                    |                                                                                               | | Podokrožje 街道 / 街 Naselje 镇 Mestno okrožje 乡 Etnična mestna okrožja 民族乡 Okrajno-nadzorovana okrožja 县辖区 Sum 苏木 Etnični sum 民族苏木 | Skupnost 社区 / 社 (Stanovanjski odbori 居民委员会) Vas 村 / Gača 嘎查 (Odbori vaščanov 村民委员会) |
| Podprovinčna mesta 副省级城市                                                                 | Okrožje 市辖区 Posebno okrožje 特区 Okrajno mesto 县级市 Okraj 县 Avtonomni okraj 自治县      | | Podokrožje 街道 / 街 Naselje 镇 Mestno okrožje 乡 Etnična mestna okrožja 民族乡 Okrajno-nadzorovana okrožja 县辖区 Sum 苏木 Etnični sum 民族苏木 | Skupnost 社区 / 社 (Stanovanjski odbori 居民委员会) Vas 村 / Gača 嘎查 (Odbori vaščanov 村民委员会) |
| Prefekturna mesta 地级市                                                                      | Okrožje 市辖区 Posebno okrožje 特区 Okrajno mesto 县级市 Okraj 县 Avtonomni okraj 自治县      | | Podokrožje 街道 / 街 Naselje 镇 Mestno okrožje 乡 Etnična mestna okrožja 民族乡 Okrajno-nadzorovana okrožja 县辖区 Sum 苏木 Etnični sum 民族苏木 | Skupnost 社区 / 社 (Stanovanjski odbori 居民委员会) Vas 村 / Gača 嘎查 (Odbori vaščanov 村民委员会) |
| Avtonomna prefektura 自治州 Prefektura 地区                                                   | Okrožje 市辖区 Posebno okrožje 特区 Okrajno mesto 县级市 Okraj 县 Avtonomni okraj 自治县      | | Podokrožje 街道 / 街 Naselje 镇 Mestno okrožje 乡 Etnična mestna okrožja 民族乡 Okrajno-nadzorovana okrožja 县辖区 Sum 苏木 Etnični sum 民族苏木 | Skupnost 社区 / 社 (Stanovanjski odbori 居民委员会) Vas 村 / Gača 嘎查 (Odbori vaščanov 村民委员会) |
| Podprefekturno mesto 副地级市                                                                 |                                                                                               | | Podokrožje 街道 / 街 Naselje 镇 Mestno okrožje 乡 Etnična mestna okrožja 民族乡 Okrajno-nadzorovana okrožja 县辖区 Sum 苏木 Etnični sum 民族苏木 | Skupnost 社区 / 社 (Stanovanjski odbori 居民委员会) Vas 村 / Gača 嘎查 (Odbori vaščanov 村民委员会) |
| Gozdno okrožje 林区                                                                           |                                                                                               | | Podokrožje 街道 / 街 Naselje 镇 Mestno okrožje 乡 Etnična mestna okrožja 民族乡 Okrajno-nadzorovana okrožja 县辖区 Sum 苏木 Etnični sum 民族苏木 | Skupnost 社区 / 社 (Stanovanjski odbori 居民委员会) Vas 村 / Gača 嘎查 (Odbori vaščanov 村民委员会) |
|                                                                                               |                                                                                               | | Podokrožje 街道 / 街 Naselje 镇 Mestno okrožje 乡 Etnična mestna okrožja 民族乡 Okrajno-nadzorovana okrožja 县辖区 Sum 苏木 Etnični sum 民族苏木 | Skupnost 社区 / 社 (Stanovanjski odbori 居民委员会) Vas 村 / Gača 嘎查 (Odbori vaščanov 村民委员会) |
| Občina直辖市                                                                                  | Podprovinčna nova območja 副省级市辖新区                                                      | Podprovinčna nova območja 副省级市辖新区                                                              | Podokrožje 街道 / 街 Naselje 镇 Mestno okrožje 乡 Etnična mestna okrožja 民族乡 Okrajno-nadzorovana okrožja 县辖区 Sum 苏木 Etnični sum 民族苏木 | Skupnost 社区 / 社 (Stanovanjski odbori 居民委员会) Vas 村 / Gača 嘎查 (Odbori vaščanov 村民委员会) |
| Občina直辖市                                                                                  | Okrožje 市辖区                                                                                | | Podokrožje 街道 / 街 Naselje 镇 Mestno okrožje 乡 Etnična mestna okrožja 民族乡 Okrajno-nadzorovana okrožja 县辖区 Sum 苏木 Etnični sum 民族苏木 | Skupnost 社区 / 社 (Stanovanjski odbori 居民委员会) Vas 村 / Gača 嘎查 (Odbori vaščanov 村民委员会) |
| Občina直辖市                                                                                  | Okraj 县                                                                                      | | Podokrožje 街道 / 街 Naselje 镇 Mestno okrožje 乡 Etnična mestna okrožja 民族乡 Okrajno-nadzorovana okrožja 县辖区 Sum 苏木 Etnični sum 民族苏木 | Skupnost 社区 / 社 (Stanovanjski odbori 居民委员会) Vas 村 / Gača 嘎查 (Odbori vaščanov 村民委员会) |
|                                                                                               |                                                                                               | | | |
| Posebno administrativno območje 特别行政区 [特別行政區](Del Ena država, dva sistema)          | glej Okrožje 地区 [地區] (neuradno)                                                           | glej Okrožje 分区 [分區]                                                                              | glej Okrožje 分区 [分區] | glej Okrožje 分区 [分區]                                                                            |
| Posebno administrativno območje 特别行政区 [特別行政區](Del Ena država, dva sistema)          | glej Urad za državljanske in občinske zadeve 民政总署 [民政總署] glej Občina 市 (neuradno)    | glej Freguesia 堂区 [堂區] (neuradno)                                                                 | glej Freguesia 堂区 [堂區] (neuradno) | glej Freguesia 堂区 [堂區] (neuradno)                                                               |

### Povzetek
Ta tabela povzema delitve območja, ki ga upravlja Ljudska republika Kitajska od junija 2017.
| Raven | Ime                                                            | Vrste |
| ----- | -------------------------------------------------------------- | --- |
| 1     | Provinčna raven (1.) 省级行政区/ 一级行政区 (33) (1 zahtevana) | - (22) Provinc (省; shěng) - (1) Zahtevana provinca - (5) Avtonomnih pokrajin (自治区; zìzhìqū) - (4) Občine (直辖市; zhíxiáshì) - (2) Posebni administrativni območji (特别行政区; tèbié xíngzhèngqū) |
| 2     | Prefekturna raven (2.) 地级行政区/ 二级行政区 (334)            | - (293) Prefekturnih mest (地级市; dìjíshì) - (7) Prefektur (地区; dìqū) - (30) Avtonomnih prefektur (自治州; zìzhìzhōu) - (3) Lige (盟; méng) |
| 3     | Okrajna raven (3.) 县级行政区/ 三级行政区 (2851)               | - (954) Okrožij (市辖区 / 区; shìxiáqū / qū) - (366) Okrajnih mest (县级市; xiànjíshì) - (1360) Okrajev (县; xiàn) - (117) Avtonomnih okrajev (自治县; zìzhìxiàn) - (49) Praporjev (旗; qí) - (3) Avtonomnih praporjev (自治旗; zìzhìqí) - (1) Posebno okrožje (特区; tèqū) - (1) Gozdno okrožje (林区; línqū)                                                                              |
| 4     | Mestno-okrožna raven (4.) 乡级行政区/ 四级行政区 (39.864)      | - (8122) Podokrožij (街道 / 街; jiēdào / jiē) Podokrožni uradi (街道办事处; jiēdào bànshìchù) - (20.942) Naselij (镇; zhèn) - (9660) Mestnih okrožij (乡; xiāng) - (2) Okrajno-nadzorovanih okrožij (县辖区; xiànxiáqū) Okrožni javni uradi (区公所; qūgōngsuǒ) - (985) Etničnih mestnih okrožij (民族乡; mínzúxiāng) - (152) Sumov (苏木; sūmù) - (1) Etničnih sumov (民族苏木; mínzúsūmù) |
| 5     | Avtonomija na osnovni ravni (5.) 基层群众自治组织(662.393)     | - (104.083) Stanovanjskih odborov (居民委员会; jūmínwěiyuánhuì) Skupnosti (社区 / 社; shèqū / shè) - (558.310) Vaških odborov (村民委员会; cūnmínwěiyuánhuì) Upravne vasi / Vasi (行政村 / 村; xíngzhèngcūn / cūn) Gača (嘎查; gāchá) |

### Provinčna raven (1.)
Ljudska republika Kitajska (LRK) upravlja 34 enot na provinčni ravni (省级行政区) ali enot na prvi ravni (一级行政区), vključno z 22 provincami, 5 avtonomnimi pokrajinami, 4 občinami in 2 posebnimi administrativnimi območji in 1 zahtevano provinco:
Province so teoretično podrejene osrednji vladi LRK, v praksi pa imajo provinčni funkcionarji veliko presoje glede ekonomske politike. Za razliko od ZDA moč osrednje vlade (z izjemo vojske) do začetka devetdesetih let ni bila izvajana s pomočjo ustreznih institucij. Dejanska praktična moč provinc je ustvarila tisto, kar nekateri ekonomisti imenujejo federalizem s kitajskimi značilnostmi.
Večina provinc, razen provinc na severovzhodu, ima meje, ki so bile že davno vzpostavljene v dinastijah Juan, Ming in Čing. Včasih meje provinc tvorijo kulturne ali geografske meje. To je bil poskus cesarske vlade, da bi s politiko ločevanja in vladanja odvračala separatizem in vojskovodstvo. Kljub temu so province na Kitajskem igrale pomembno kulturno vlogo. Ljudje so po navadi identificirani z vidika njihovih izvornih provinc in vsaka provinca ima stereotip, ki ustreza njihovim prebivalcem.
Najnovejše upravne spremembe vključujejo povišanje Hainana (1988) in Čongčinga (1997) na status provinčne ravni ter ustanovitev Hongkonga (1997) in Macaa (1999) kot posebni administrativni območji.
Provinčne vlade se glede podrobnosti organizacije razlikujejo:
|  | 22 Provinc (省; shěng): Standardno provinčno vlado nominalno vodi provinčni odbor, ki ga vodi sekretar. Sekretar odbora je prvi vodja province, na drugem mestu je guverner provinčne vlade. |
|  | 5 Avtonomnih pokrajin (自治区; zìzhìqū): Manjšinski subjekt, ki ima več prebivalstva določene manjšinske etnične skupine skupaj s svojo lokalno upravo, vendar ima avtonomna pokrajina teoretično več zakonodajnih pravic kot v dejanski praksi. Guverner avtonomnih pokrajin je običajno imenovan iz ustrezne manjšinske etnične skupine. |
|  | 4 Občine (直辖市; zhíxiáshì): Višja raven mesta, ki je neposredno pod kitajsko vlado in ima status enak statusu provinc. V praksi je njihov politični status višji od statusa običajnih provinc. |
|  | 2 Posebni administrativni območji (特别行政区/特別行政區; tèbié xíngzhèngqū): Zelo avtonomen in samoupravni podnacionalni subjekt Ljudske republike Kitajske. Vsako PAO ima predsednika kot vodjo pokrajine in vodjo vlade. Vlada PAO ni popolnoma neodvisna, saj je v skladu z osnovnimi zakoni obeh SOR za zunanjo politiko in vojaško obrambo odgovorna centralna vlada.                                                                                          |
|  | 1 Zahtevana provinca: (声称省份; shēngchēng shěngfèn): Ljudska republika Kitajska trdi, da je otok Tajvan in njegovi okoliški otočki, vključno s Penghujem, provinca Tajvan. (LRK zahtevata Kinmen in Matsu kot del province Fudžjan. LRK Pratas in Itu Aba zahtevata kot del provinc Guangdong in Hajnan.) Ozemlje nadzoruje Republika Kitajska (RK, običajno "Tajvan"). Tajvan je popolnoma neodvisen in ima svojega voditelja države, vojsko in zunanjo politiko. |

### Prefekturna raven (2.)
Enote na ravni prefekture ali enote na drugi ravni so druga raven upravne strukture. Večina provinc je razdeljenih le na prefekturna mesta in ne vsebuje nobene druge upravne enote druge ravni. Od 22 provinc in 5 avtonomnih pokrajin imajo samo 3 province (Junan, Guidžov, Činghaj) in 1 avtonomna pokrajina (Šindžjang) več kot tri enote na drugi ali prefekturni ravni, ki niso prefekturna mesta. Januarja 2019 je bilo 333 enot na prefekturni ravni:
| 7 Prefektur (地区; dìqū): nedavno prevladujoča delitev druge ravni, zato se ta upravna raven pogosto imenuje "prefekturna raven". Od leta 1983 do devetdesetih let so jih večinoma zamenjala prefekturna mesta. Danes prefekture obstajajo le še v Hejlongdžjangu, Tibetu in Šindžjangu. |
| 30 Avtonomnih prefektur (自治州; zìzhìzhōu): prefekture z eno ali več določenimi etničnimi manjšinami, večinoma v zahodnih regijah Ljudske republike Kitajske. |
| 293 Prefekturnih mest (地级市; dìjíshì): največje število enot na prefekturni ravni, ki jih na splošno sestavljajo urbano središče in okoliška podeželska območja, veliko večja od mestnega jedra in zato niso "mesta", temveč občine v ožjem pomenu izraza                              |
| 3 Lige (盟; méng): dejansko enako kot prefekture, vendar jih najdemo le v Notranji Mongoliji. Tako kot prefekture so bile lige večinoma nadomeščene s prefekturnimi mesti. Edinstveno ime je zadržek prejšnjih oblik uprave v Mongoliji.                                                 |

### Okrajna raven (3.)
18. avgusta 2015 je bilo na okrajni ravni 2852 enot:
| 1408 Okrajev (县; xiàn): najpogostejše enote na okrajni ravni, ki obstajajo že od obdobja vojskujočih se držav, veliko prej kot katera koli druga upravna raven na Kitajskem. Šjan (pinjin: Xian) se pogosto prevede kot "okrožje" ali "prefektura".                    |
| 117 Avtonomnih okrajev (自治县; zìzhìxiàn): okraji z eno ali več imenovanimi etničnimi manjšinami, analogno avtonomnimi pokrajinami in prefekturami |
| 360 Okrajnih mest (县级市; xiànjíshì): podobna prefekturnim mestom, ki zajemajo tako urbana kot podeželska območja. V okrajih je bilo v devetdesetih letih priljubljeno, da so postali okrajna mesta, čeprav je bilo to od takrat ustavljeno.                           |
| 913 Okrožij (市辖区 / 区; shìxiáqū / qū): do nedavnega pododdelki urbanih območij, sestavljeni samo iz pozidanih površin. V zadnjem času so številni okraji postala okrožja, tako da so okrožja zdaj pogosto tako kot okraji z naselji, vasmi in kmetijskimi zemljišči. |
| 49 Praporjev (旗; qí): enako kot okraji, razen v imenu, zadržek prejšnjih oblik uprave v Mongoliji |
| 3 Avtonomni praporji (自治旗; zìzhìqí): enako kot avtonomni okraji, razen v imenu, zadržek prejšnjih oblik uprave v Mongoliji |
| 1 Gozdno okrožje (林区; línqū): posebno okrajno gozdarsko okrožje v provinci Hubej |
| 1 Posebno okrožje (特区; tèqū): posebna okrajna enota, ki je v provinci Guidžov |

### Mestno-okrožna raven (4.)

#### Podenote mestno-okrožne ravni (4.)
| |
| 13.749 Mestnih okrožij (乡; xiāng): na njih so razdeljena manjša podeželska območja |
| 1098 Etničnih mestnih okrožij (民族乡; mínzúxiāng): na njih so razdeljena majhna podeželska območja, namenjena eni ali več narodnostnim manjšinam                                                              |
| 19.322 Naselij (镇; zhèn): na njih so razdeljena večja podeželska območja |
| 6686 Podokrožij (街道 / 街; jiēdào / jiē): na njih so razdeljena manjša urbana območja |
| 2 Okrajno-nadzorovani okrožji (县辖区; xiànxiáqū) so drobna raven vlade. Ti so nekoč predstavljali dodatno raven uprave med okrajno in mestno-okrožno ravnjo. Danes jih je zelo malo in se postopoma opuščajo. |
| 181 Sumov (苏木; sūmù) enako kot mestna okrožja, vendar so edinstveni za Notranjo Mongolijo. |
| 1 Etnični sum (民族苏木; mínzúsūmù) so enaka etničnim mestnim okrožjem, vendar so edinstvena za Notranjo Mongolijo.                                                                                            |

### Avtonomija na osnovni ravni (5.)
Avtonomija na osnovni ravni služi kot organizacijska delitev (popis, poštni sistem) in v politično predstavniški moči nima velikega pomena. Osnovne lokalne enote, kot so soseske in skupnosti, niso neformalne kot v Sloveniji, vendar imajo določene meje in izvoljene vodje (po en na območje):
Na urbanih območjih vsak podokrožje okrožja mesta upravljajo številne skupnosti ali stanovanjski odbori. Vsak od njih ima stanovanjski odbor, ki vodi prebivalce te soseske ali skupnosti. Podeželska območja so organizirana v vaške odbore ali vaške skupščine. "Vas" je v tem primeru lahko naravna vas, ki spontano in naravno obstaja, ali virtualna vas, ki je birokratska entiteta.

#### Podenote osnovne ravni (5.)
| 80.717 Stanovanjskih odborov (居民委员会; jūmínwěiyuánhuì) Stanovanjske skupine (居民小组; jūmínxiǎozǔ) |
| Skupnosti (社区 / 社; shèqū / shè)                                                                      |
| 623,669 Vaških odborov (村民委员会; cūnmínwěiyuánhuì) Vaške skupine (村民小组; cūnmínxiǎozǔ)            |
| Upravne vasi / Vasi (行政村 / 村; xíngzhèngcūn / cūn)                                                   |
| Gača (嘎查; gāchá)                                                                                      |
| Ranč(牧委会; mùwěihuì)                                                                                  |

### Posebni primeri
Pet mest, uradno na prefekturni ravni, ima poseben status glede načrtovanja in proračuna. V petletnih in letnih državnih načrtih so napisana ločeno, na isti ravni kot province in državna ministrstva, zaradi česar so ekonomsko neodvisna od svoje provinčne vlade. Ta mesta posebej navedena v državnem načrtu (kitajsko: 计划单列市) so:
- Daljan (Ljaoning)
- Ningbo (Džedžjang)
- Čingdao (Šandong)
- Šendžen (Guangdong)
- Šjamen (Fudžjan)

Kar zadeva proračunsko pristojnost, imajo njihove vlade dejanski status province, vendar so njihovi zakonodajni organi (Nacionalni ljudski kongres in Kitajska ljudska politična posvetovalna konferenca) in drugi organi, ki niso povezani z gospodarstvom, na ravni prefekture in pod vodstvo province.
Nekatera druga velika mesta na prefekturni lavni, znana kot podprovinčna mesta, so na pol ravni pod provinco. Župani teh mest imajo enak čin kot viceguverner province, njihove okrožne vlade pa so za polovico višje od tistih v običajnih okrožjih. Prestolnice nekaterih provinc (sedež provinčne vlade) so podprovinčna mesta. Poleg petih mest, ki so posebej opredeljena v državnem načrtu, so podprovinčna mesta še:
- Harbin (Hejlongdžjang)
- Čangčun (Džilin)
- Šenjang (Ljaoning)
- Džinan (Šandong)
- Nanking (Džjangsu)
- Hangdžov (Džedžjang)
- Guangdžov (Guangdong)
- Vuhan (Hubej)
- Čengdu (Sečuan)
- Šjan (Šaanši)

Podoben primer je pri nekaterih okrajnih mestih. Nekatera okrajna mesta dobijo večjo avtonomijo. Ta mesta so znana kot podprefekturna mesta, kar pomeni, da imajo raven moči višje od okraja, a še vedno nižjo od prefekture. Takšna mesta so tudi za pol ravni višja od običajnih vrednosti. Podprefekturna mesta pogosto niso postavljena v nobeno prefekturo (tj. neposredno jih upravlja njihova provinca). Primeri podprefekturnih mest vključujejo Jijuan (provinca Henan), Šjantao, Čjandžjang in Tjanmen (Hubej), Golmud (Činghaj), Mandžovli (Notranja Mongolija), Šihandza, Tumušuk, Aral in Vudžjaču (Šindžjang).
Nekatera okrožja so tudi polovico ravni višja od tiste, ki bi morala biti. Primeri so Pudong, Šanghaj, Binhaj in Tjandžin. Čeprav bi bil status okrožja občine opredeljen na prefekturni ravni, ima okrožni glavar Pudonga podprovinčna pooblastila. Z drugimi besedami je za polovico ravni višji od tiste, ki bi bil običajno.

#### Podenote posebnih primerov
| 1 Podprovinčna avtonomna prefektura (副省级自治州; fùshěngjízìzhìzhōu) |
| 15 Podprovinčnih mest (副省级城市; fùshěngjíchéngshì)                  |
| 2 Podprovinčni novi območji (副省级市辖新区; fùshěngjíchéngshìxiáqū)   |
| 8 Podprefekturnih mest (副地级市; fùdìjíshì)                           |

## Dvoumnost besede "mesto" na Kitajskem
Kitajska beseda "市" (ši) se v slovenščino običajno prevede kot "mesto". A ima več različnih pomenov zaradi zapletenosti upravne delitve, ki se uporablja na Kitajskem. Kljub temu, da so mestna središča ali imajo urbana središča, se v sodobni kitajščini posebna administrativna območja skoraj nikoli ne imenujejo "mesto Hongkong" / "mesto Macau", zato jih spodnji opis ne zajema.
Po politični ravni je lahko, ko gre za "mesto",:
- LV 1 (provinčno):
  - Občina Kitajske, dobesedno "mesto pod neposrednim nadzorom" v kitajščini, v resnici so štiri: Peking, Tjandžin, Šanghaj in Čongčing
- LV 2 (prefekturno):
  - Podprovinčno mesto, na primer, Šendžen v provinci Guangdong
  - Prefekturno mesto, na primer Šidžjadžuang, glavno mesto province Hebej
- LV 3 (okrajno):
  - Podprefekturno mesto, na primer Džijuan (neposredno pod upravo province Henan)
  - Okrajno mesto, na primer Jivu (pod upravo prefekturnega mesta Džinhua)

Glede na dejansko površino in število prebivalcev je lahko:
- Provinčno, to je občina Čongčing, združitev štirih nekdanjih prefektur in podobna nekdanji vzhodno-sečuanski provinci.
- Prefekturno, to so ostale tri občine in skoraj vsa prefekturna mesta, običajno 10–1000-krat večja od mestnega središča in konglomeracije več okrajev in okrajnih mest. Nekatera so na redko poseljenih območjih, kot je Hulunbuir, ki je celo večje od Čongčinga, vendar je prebivalstvo primerljivo s prebivalstvom prefektur.
- Okrajno, ki je vse na prefekturni ravni in nekaj okrajnih mest ter več izjemno preprostih prefekturnih mest (Džjajuguan, Šjamen, Hajkov itd.).
- Ne bistveno večje od urbanih območij: nekatera okrajna mesta in nekateri člani prejšnje kategorije. Vendar okrajna mesta, pretvorjena iz okrajna, verjetno ne bi spadala sem. Šanghaj, čeprav je podoben prefekturi, spada sem, saj njegova podzemna železnica že presega meje občin. Nekatera druga ekonomsko uspešna prefekturna mesta prav tako povzročajo integracijo mest med prefekturami, čeprav imajo še vedno (in nikoli ne nameravajo odpraviti) velike dele podeželja.

Ko se beseda "mesto" uporablja v statističnih podatkih, ima lahko tri različne pomene:
- Območje, ki ga upravlja mesto. Za občino, podprovinčno mesto ali prefekturno mesto "mesto" v tem smislu vključuje vse okraje, okrajna mesta in mestna okrožja, ki jih mesto upravlja. Za podprefekturno mesto ali okrajno mesto vključuje vsa podokrožja, naselja in mestna okrožja, ki jih ima.
- Območje, ki obsega urbana mestna okrožja in predmestna mestna okrožja. Razlika med mestnim okrožjem in predmestnim okrožem je v tem, da mestno okrožje obsega samo podokrožja, medtem ko ima predmestno okrožje tudi naselja in mestna okrožja, ki nadzurujejo podeželska območja. V nekem smislu je ta opredelitev približno metropolitansko območje. Ta opredelitev se ne uporablja za podprefekturna mesta in okrajna mesta, ker nimajo mestnih četrti.
  - Nekoliko bizarno imajo nekatera okrožja, kot je okrožje Hajdjan, tudi naselja. Že desetletja so jih očitno obravnavali kot urbane četrti, vendar ne od samega začetka, nekatera območja so podeželska, druga območja pa so neločljiv del osrednjega mesta.
- Mestno območje. Včasih se mestno območje imenuje šiču (kitajsko: 市区; pinjin: shìqū). Za občino, podprovinčno mesto in prefekturno mesto zajema mestno okrožje mesta in sosednja podokrožja predmestnih mestnih četrti. Za podprefekturna mesta in okrajna mesta so vključena samo osrednja podokrožja. Ta definicija je blizu natančnemu pomenu besede "mesto" v zahodnih državah.

Izbira opredelitve izraza "mesto", ki se uporablja za statistične podatke kitajskih mest, lahko privede do različnih rezultatov. Na primer, Šanghaj je največje mesto na Kitajskem po številu prebivalcev na urbanem območju, vendar je manjše od mesta Čongčing po številu prebivalstva na območju uprave.

## Zgodovina
Pred ustanovitvijo dinastije Čin je Kitajski vladala mreža kraljev, plemičev in plemen. Rivalstvo teh skupin je doseglo vrhunec v obdobju vojskujočih se držav in država Čin je sčasoma postala prevladujoča.
Dinastija Čin je bila odločena, da ne bo dovolila, da bi Kitajska spet padla v neenotnost, in je zato zasnovala prve hierarhične upravne delitve na Kitajskem, ki temeljijo na dveh ravneh: džun (pinjin: jùn) poveljstva in okrožja šjan (pinjin: xiàn). Dinastija Han, ki je prišla takoj za tem, je dodala džov (pinjin: zhōu) (običajno prevedeno kot "provinca") kot tretjo raven na vrhu in tvorila tristopenjsko strukturo.
Dinastija Sui in dinastija Tang sta ukinili poveljstva in na vrh dodali sodne okraje (dào, kasneje lù pod dinastijami Song in Džin), s čimer sta ohranili tristopenjski sistem, ki je trajal do 13. stoletja. (Džov se kot drugostopenjska raven prevaja kot "prefekture".) Mongolska dinastija Juan je sodobnim predhodnikom predstavila province in povečala število raven na štiri. Ta sistem je bil nato bolj ali manj nedotaknjen do dinastije Čing, zadnje cesarske dinastije, ki je vladala Kitajski.
Republika Kitajska je leta 1928 ravni poenostavila na samo province in okraje in prvič poskusila razširiti politično upravo izven okraja z ustanovitvijo mestnih okrožij pod okraji. To je bil tudi sistem, ki ga je Ljudska republika Kitajska uradno sprejela leta 1949 in je opredelil upravne delitve Kitajske kot tri ravni: province, okraji in mestna okrožja.
V praksi pa je bilo vstavljenih več ravni. Vlada RK je kmalu izvedela, da provinca ne more neposredno voditi deset in včasih stotin okrajev. Prefekture, ki so se začele leta 1935 v provinci Džjangši, so bile pozneje vstavljene med province in okraje. Vlada LRK jih je uporabljala na skoraj vseh območjih Kitajske do osemdesetih let. Od takrat je bila večina prefektur pretvorjena v prefekturna mesta. Vlada LRK je nad province postavila večja upravna območja, ki pa so bila kmalu ukinjena, leta 1954. Med okraji in mestnimi okrožji so bile umeščene okrožne javne pisarne; nekoč vseprisotne, jih trenutno ukinjajo in jih je ostalo le malo.
Najnovejši pomembni dogodki so bili ustanovitev Čongčinga kot občine ter ustanovitev Hongkonga in Macaa kot posebnih administrativni območji.

## Reforme
V zadnjih letih se dogajajo pozivi k reformi upravne delitve in raven Ljudske republike Kitajske. Govorice o bližajoči se veliki reformi so se razširile tudi na različnih spletnih forumih.
Okrožni javni uradi so v teku z reformo, s katero se odstrani dodatna raven uprave med okrajno in mestno-okrožno ravnjo. Bilo so tudi pozivi k ukinitvi prefekturne ravni, nekatere province pa so nekatero moč prefekture, ki jo trenutno imajo, prenesle na okraje, ki jih upravljajo. Obstajajo tudi pozivi k zmanjšanju velikosti provinc. Končni cilj je zmanjšati upravne ravni s petih na tri (provincialna raven, okrajna raven, vaška raven), zmanjšati pojavnost korupcije in število državnih uslužbencev, da bi znižali proračun.